# Zeacolpus mixtus
Zeacolpus mixtus es una especie de molusco gasterópodo de la familia Turritellidae. 

## Distribución geográfica
Se encuentra en Nueva Zelanda